# Bo Nilsson (Badminton)
Bo Nilsson (* um 1935) ist ein schwedischer Badmintonspieler. 

## Karriere
Bo Nilsson wurde 1957 erstmals nationaler Meister in Schweden. Zwei weitere Titelgewinne folgten 1958 und 1959. 1958 siegte er bei den Norwegian International und den German Open.

## Sportliche Erfolge
| Saison    | Veranstaltung                     | Disziplin    | Platz | Name                                            |
| --------- | --------------------------------- | ------------ | ----- | ----------------------------------------------- |
| 1952/1953 | Schweden: Einzelmeisterschaft U19 | Mixed        | 1     | Bo Nilsson / Yvonne Dahlberg (Smash / Växjö BK) |
| 1952/1953 | Schweden: Einzelmeisterschaft U19 | Herreneinzel | 1     | Bo Nilsson (MAI)                                |
| 1952/1953 | Schweden: Einzelmeisterschaft U19 | Herrendoppel | 1     | Lennart Jönsson / Bo Nilsson (Smash)            |
| 1953/1954 | Schweden: Einzelmeisterschaft U19 | Mixed        | 1     | Bo Nilsson / Ulla Pettersson (MAI)              |
| 1953/1954 | Schweden: Einzelmeisterschaft U19 | Herreneinzel | 1     | Bo Nilsson (Smash)                              |
| 1953/1954 | Schweden: Einzelmeisterschaft U19 | Herrendoppel | 1     | Bo Nilsson / Hans-Inge Pettersson (MAI)         |
| 1956/1957 | Schweden: Einzelmeisterschaft     | Herrendoppel | 1     | Knut Malmgren / Bo Nilsson (MAI)                |
| 1957/1958 | Schweden: Einzelmeisterschaft     | Herrendoppel | 1     | Bo Nilsson / Göran Wahlqvist (MAI / Smash)      |
| 1958      | German Open                       | Mixed        | 1     | Bo Nilsson / Amy Pettersson                     |
| 1958      | Norwegian International           | Herrendoppel | 1     | Bo Nilsson / Göran Wahlquist                    |
| 1958/1959 | Schweden: Einzelmeisterschaft     | Herrendoppel | 1     | Bo Nilsson / Göran Wahlqvist (MAI / Smash)      |
| 1978/1979 | Schweden: Einzelmeisterschaft O35 | Mixed        | 1     | Bo Nilsson / Eva Stuart (Aristo / MAI)          |